# Viddalba
Viddalba is een gemeente in de Italiaanse provincie Sassari (regio Sardinië) en telt 1679 inwoners (31-12-2004). De oppervlakte bedraagt 48,8 km², de bevolkingsdichtheid is 34 inwoners per km².

## Demografie
Viddalba telt ongeveer 615 huishoudens. Het aantal inwoners daalde in de periode 1991-2001 met 3,5% volgens cijfers uit de tienjaarlijkse volkstellingen van ISTAT.
| Jaar | Inwoneraantal |
| ---- | ------------- |
| 1991 | 1781          |
| 2001 | 1719          |

## Geografie
Viddalba grenst aan de volgende gemeenten: Aggius (OT), Badesi (OT), Bortigiadas (OT), Santa Maria Coghinas, Trinità d'Agultu e Vignola (OT), Valledoria.

## Externe link

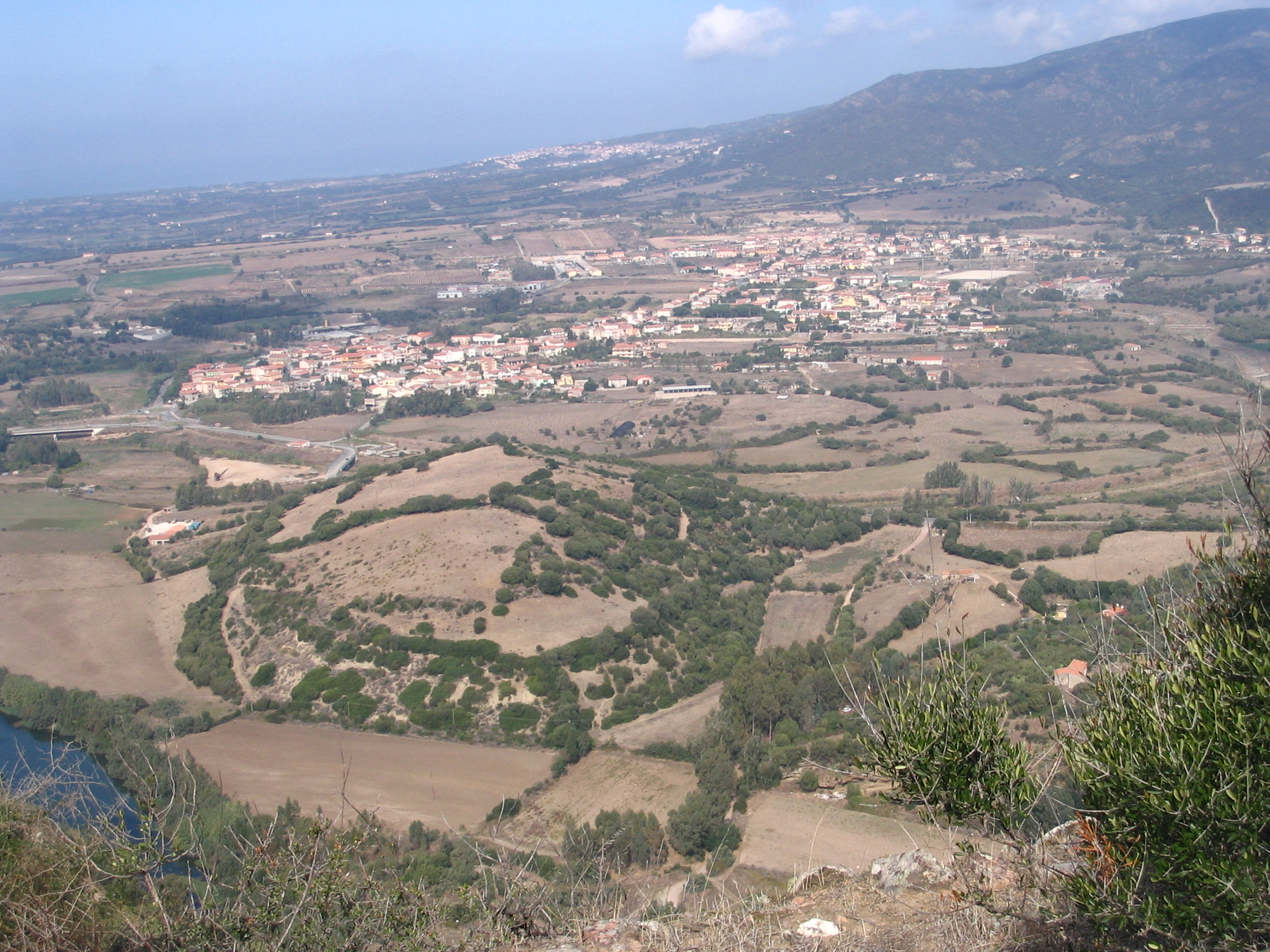
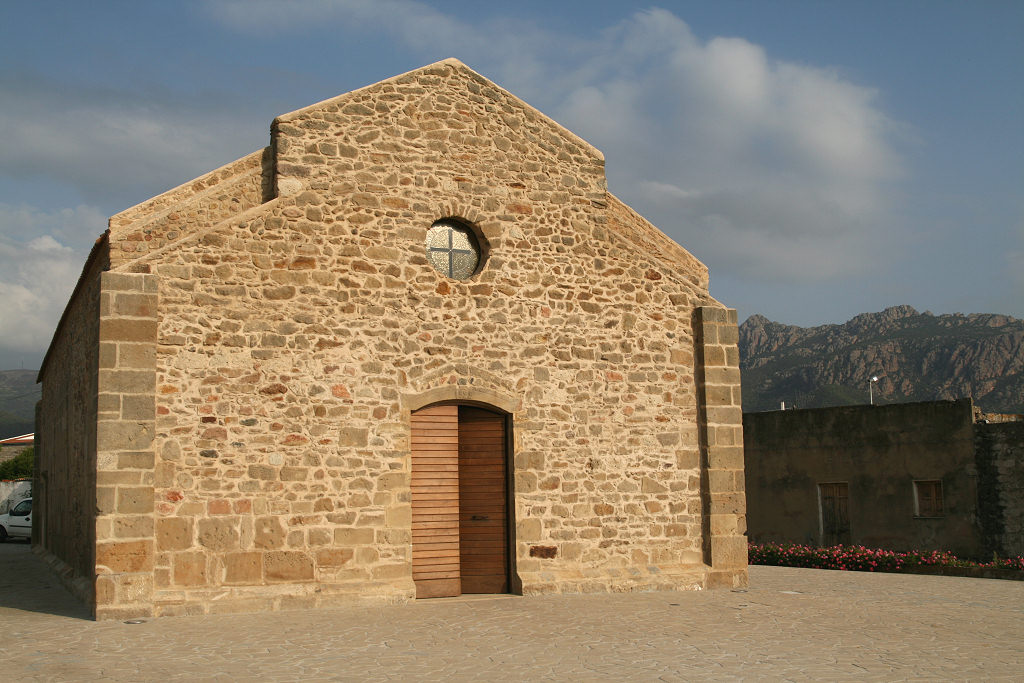
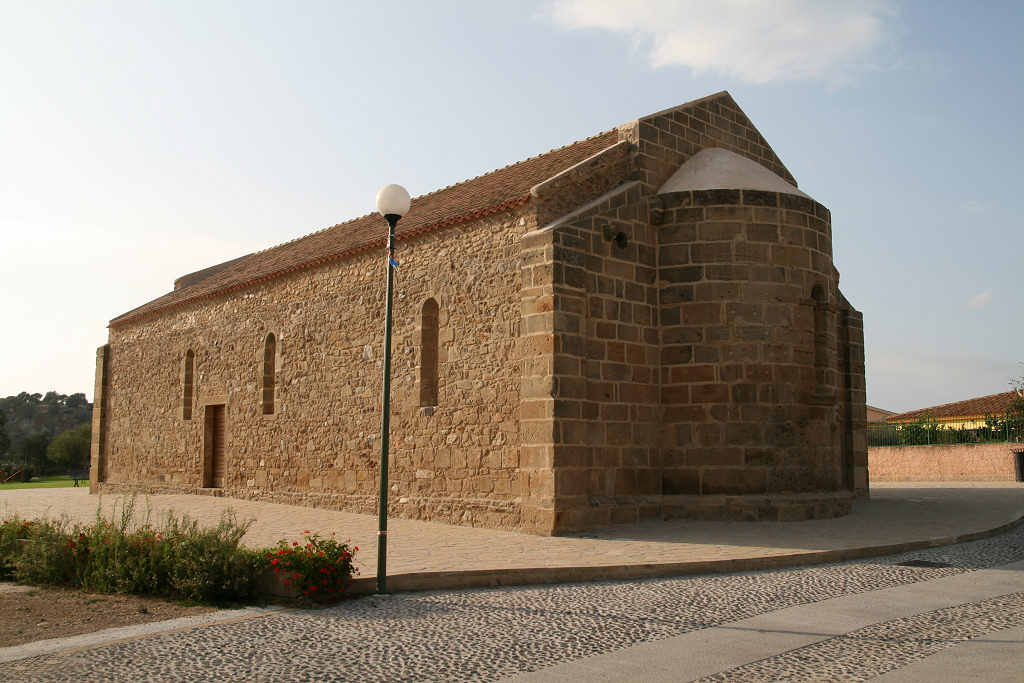